# Tárnogski Gorodok
Tárnogski Gorodok (ruso: Та́рногский Городо́к) es un pueblo (seló) de Rusia, capital del ókrug municipal homónimo en la óblast de Vólogda.
En 2021, el pueblo tenía una población de 4927 habitantes. Se ubica junto a la confluencia de los ríos Tárnoga y Kókshenga, unos 30 km al oeste de Niúksenitsa.

## Historia
Su topónimo viene a significar "fortaleza del río Tárnoga", ya que fue construido inicialmente en época medieval como una fortaleza fronteriza de la república de Nóvgorod. En el Zarato ruso, la fortaleza acabó en ruinas y el asentamiento pasó a ser un pogost, que únicamente destacaba en su entorno por albergar una feria anual. En la década de 1890 comenzó a crecer, al establecerse aquí la sede administrativa de la vólost "Shevdenitskaya", en el uyezd de Totma de la gobernación de Vólogda. Adoptó el estatus de capital distrital en 1935, cuando se creó el actual raión de Tárnogski Gorodok en el krai del Norte. Antes de que el raión se reorganizase como ókrug municipal en 2022, el pueblo era sede de un asentamiento rural que incluía como pedanías 86 localidades rurales, de las cuales solamente dos superaban los cien habitantes: las aldeas (derevni) de Sluda e Igúmnovskaya.